# 泗川機場
泗川機場（韩语：／ Sacheon Gonghang */?）是一座位於韩国泗川市的對外交通機場。由於位置特殊，其服務城市橫跨泗川及鄰近的晉州市。

## 航空公司與航點
| 航空公司 | 目的地          |
| -------- | --------------- |
| 真航空   | 首爾/金浦       |
| 嗨航空   | 首爾/金浦、濟州 |

## 外部連結
- 泗川機場 （页面存档备份，存于）（英文）